# 香港百樂酒店
22°17′59″N 114°10′31″E / 22.2996468°N 114.1754107°E
香港百樂酒店（英語：Park Hotel Hong Kong）位於九龍尖沙咀漆咸道南61至65號，鄰近港鐵尖沙咀站及尖東站，樓高16層，是百樂酒店集團旗下的首家酒店，開業於1961年 ，並於2017年起進行全面裝潢，現時提供344間客房及套房。酒店自2020年起實施無煙政策 。

## 餐飲

### Park café
位於酒店4樓，全天候營業，以「種類繁多和即席製作」為理念炮製環球自助餐及主題下午茶，亦供應富營養的兒童菜餚。

### 金盞吧
位於大堂樓層，提供特色雞尾酒、葡萄酒等飲料以及各式酒吧小吃。

## 商場
酒店1至3樓基座為商場，原本共有約150個店舖，尹柏權於2012年底買入商場後隨即進行改建，並易名為首都廣場。

## 翻新工程
酒店於2017年起先後為餐廳和貴賓廳進行大型翻新工程，並於2021年8月全面完成客房、套房及各樓層之翻新工程。

## 外部連結
- 香港百樂酒店官方網站 （页面存档备份，存于）
- YouTube上的香港百樂酒店頻道
- 香港百樂酒店的Facebook專頁
- 香港百樂酒店的Instagram帳戶